# Kunsthøgskolen i Oslo

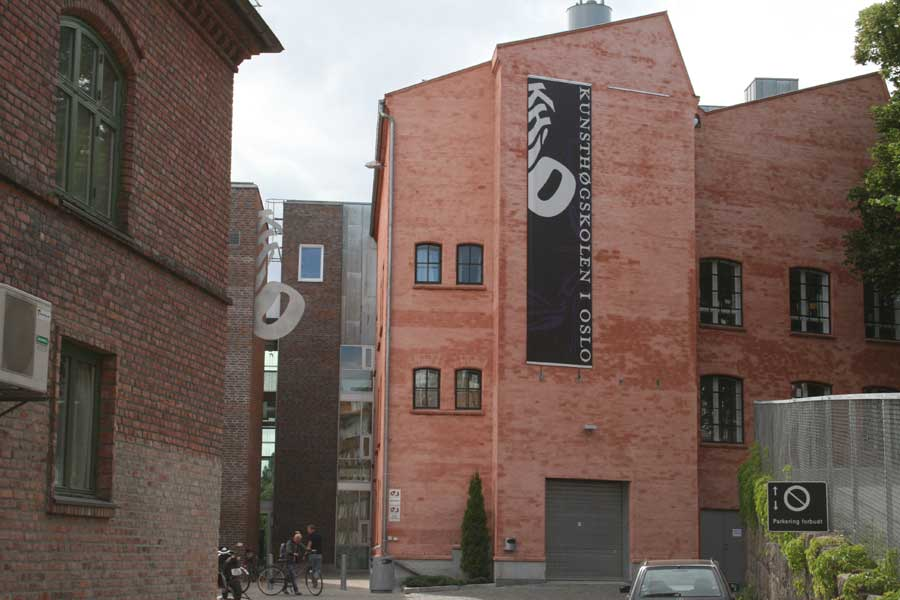
KHiOs byggnad på Christiania Seildugsfabrikk

Kunsthøgskolen i Oslo (KHiO), är en norsk högskola för konstnärlig utbildning inom bildkonst, formgivning och konsthantverk, teater, opera, dans och scenografi.
Konsthögskolan bildades 1996 genom en sammanslagning av Statens håndverks- og kunstindustriskole, Statens kunstakademi, Statens teaterhøgskole, Statens operahøgskole och Statens balletthøgskole. Den har tre fakulteter: 
- Fakultet for visuell kunst
- Fakultet for design
- Fakultet for scenekunst

Utbildningen bedrevs tidogare på tre platser i Oslo, men samlokaliserades 2010 i stadsdelen Grünerlykka på Christiana Seildugsfabrikks tidigare område vid Fossveien.
Rektor är sedan 2023 Marianne Skjulhaug.